# Kiltro
Pour plus de détails, voir Fiche technique et Distribution.
Kiltro est un film chilien d'arts martiaux réalisé en 2006 par Ernesto Díaz Espinoza, avec Marko Zaror.

## Synopsis
Zamir est un combattant de rue immature et provocateur.
Il passe son temps à traîner avec un gang de voyous et à tenter de conquérir Kim ; la fille d'un maître de taekwondo.
Mais lorsque Kalba, un caïd impitoyable l'enlève et menace la vie de sa propre famille, Zamir n'a plus d'autre choix que de passer à l'action.
Il décide alors d'apprendre un nouvel art martial qui lui permettrait de vaincre ce redoutable adversaire.

## Distribution
- Marko Zaror : Zamir
- Caterina Jadresic : Kim
- Miguel Angel De Luca (V. F. : Frédéric Souterelle) : Max Kalba
- Daniela Lhorente : Romina
- Luis Alarcón : Farah
- Alejandro Castillo : Soto
- Man Soo Yoon : Teran
- Roberto Avendano : Nik Nak
- Ximena Rivas : Sara
- Alex Rivera : Alex
- Pablo Cerda : Max Kalba (Jeune)

Source et légende : Version française (V. F.) sur RS Doublage

## Autour du film
Le mot Kiltro est une stylisation du mot quiltro, utilisé au Chili et en Bolivie pour désigner un chien bâtard.